# Conflict
Conflict — британская анархо-панк-группа, образовавшаяся в 1981 году в Элтеме, на юге Лондона, Англия. Conflict всегда занимали жёсткую антиправительственную и антивоенную позицию, поддерживали крайне левую организацию Class War и многочисленные движения в защиту животных, проповедовали анархистские идеи. Многие концерты группы в 80-х годах (в частности, выступление в Брикстоне, 1987 год) завершались массовыми беспорядками и вмешательством полиции.
Четырнадцать релизов группы входили в UK Indie Chart; на вершину списков поднимались сингл «The Battle Continues» (1985) и два альбома: It’s Time to See Who’s Who (1983) и Turning Rebellion Into Money (1987).

## История группы
Conflict дебютировали с The House That Man Built EP на Crass Records. К моменту выпуска дебютного альбома It's Time to See Who's Who (основными темами которого были — вьетнамская война, гонка ядерных вооружений, вегетарианство) из группы ушли певица Полин Бек (англ. Pauline Beck) и Пол Фрайди (англ. Paul Friday), выступавший под псевдонимом Нигилистический Никто (англ. Nihilistic Nobody). В составе остались: вокалист Колин Джервуд (англ. Colin Jerwood), барабанщик Франциско Каррено (англ. Francisco 'Paco' Carreno), басист Биг Джон и гитарист Стив. Альбом Increase the Pressure (в оформлении которого использовались сюжеты, связанные с движением против истребления тюленей) был посвящён в основном проблемам, связанным с жестокостью по отношению к животным.
В 1982 году Conflict создали собственный лейбл Mortarhate Records: здесь записывались, в числе прочих, Hagar the Womb, Icons of Filth, Lost Cherrees, The Apostles, Admit Your Shit' В 1983 году Стив Игнорант из Crass принял участие в записи сингла «To A Nation of Animal Lovers», а вскоре ушёл из своей группы и стал время от времени появляться в составе Conflict, став их неофициальным участником. Он оставался в Conflict до 1989 года, когда группа выпустила три альбома: The Final Conflict, Against All Odds, и Standard Issue 82-87 (сборник редких синглов и альбомных треков).
В 1993 году, завершив четырёхлетний период бездеятельности, группа выпустила сингл, а ещё через год — альбом Conclusion, названием которого намекнула на неминуемый распад. Однако, в 1996 году Conflict вернулись к концертной деятельности, выйдя в турне в поддержку перевыпущенного, перезаписанного (и чуть поменявшего заголовок) It’s Time to See Who’s Who Now.

## Дискография

### Студийные альбомы
- It’s Time to See Who’s Who (1983, Corpus Christi Records) (#1, UK Indie Chart)
- Increase the Pressure (1984, Mortarhate Records) (#2)
- The Ungovernable Force LP (1986, Mortarhate Records 020) (#2)
- From Protest To Resistance (1986) (#11)
- The Final Conflict (1988, Mortarhate Records) (#13)
- Against All Odds (1989, Mortarhate Records)
- Conclusion CD (1993, Cleopatra Records)
- It’s Time to See Who’s Who Now (1994)
- There’s No Power Without Control (2003)

### Синглы
- The House That Man Built EP (1982, Crass Records) (#3, UK Indie Charts)
- To a Nation of Animal Lovers EP (1983) (#4)
- The Serenade is Dead EP (1984) (#5)
- This is Not Enough, Stand Up and Fucking Fight (1985) (#3)
- The Battle Continues (1985) (#1)
- These Colours Don’t Run (1993)
- Now You’ve Put Your Foot In It (2001)
- Carlo Giuliani (2003)

### Сборники
- Employing All Means Necessary (1985)
- Standard Issue 82-87 (1989)
- Standard Issue II 88-94 (1996)
- Deploying All Means Necessary (1997)
- There Must Be Another Way (2001)

### Концертные альбомы
- Live at Centro Iberico EP (1982) (#7)
- Live At Brest, France (March 1983)
- Only Stupid Bastards Help EMI (1986) (#5)
- Leeds University (April 1986)
- Turning Rebellion Into Money (1987) (#1)
- In The Venue (April 2000)
- In America CD (2001, Go-Kart Records 83)
- Live In London (2004)